# Хаким, Валиахмад
Валиахмад Хаким (Тат. Вәлиәхмәт Хәким, фин. Weli-Ahmed Hakim; 27 июля 1882, Большое Рыбушкино, Нижегородская губерния, Российская империя — 28 ноября 1970, Хельсинки) — имам Финской татарской исламской общины в Хельсинки, который также принимал участие в её создании.

## Биография
Хаким родился в Нижегородской области, в посёлке Большое Рыбушкино. Он переехал в Финляндию в 1914 году и стал её гражданином в 1926. Финско-татарская община пригласила Валиахмада в Финляндию после ухода с поста предыдущего имама Самиуллы Садриддинова. Учился же он в России и продолжил обучение в Медине и Мекке.
До создания Финской исламской ассоциации (Фин. Suomen Islam-seurakunta) местная татарская община устраивала свои религиозные собрания в доме Хакима, который был имамом в Хельсинки до 1962 года. Его преемником стал имам по имени Ахмед Наим Атасевер. Хаким также работал в Тампере, пока в 1947 году его не сменил имам Хабибуррахман Шакир.
Валиахмад также был известен как талантливый каллиграф. Он оформлял арабские тексты татарских надгробий, работал учителем для татарских детей и издавал религиозную книгу для них. Хаким представлял пантюркизм и предпочитал использовать такие термины, как «турецкий» при обращении к своей общине (вместо «татарский»).
Валиахмад Хаким пользуется большим уважением среди татарской общины Финляндии. Ему также приписывают помощь исламским богословам и политикам, бежавшим из России после распада Идель-Уральского государства.
Он был женат на Алие Садри. У них было пятеро детей: Назима, Надия, Ильхамия, Кадрия джа Фуад. Хаким умер в Хельсинки в 1970 году.